# North Fork Eel River
Der North Fork Eel River ist ein rechter Nebenfluss des Eel River im Nordwesten des US-Bundesstaates Kalifornien. Der 53 km lange Fluss entwässert ein Areal von 729 km².
Der North Fork Eel River entsteht am Zusammenfluss von West Fork North Fork Eel River und East Fork North Fork Eel River 6,4 km nordöstlich von Zenia im Trinity County. Er strömt in überwiegend südlicher Richtung durch das Kalifornische Küstengebirge. Der North Fork Eel River mündet schließlich 9,6 km nördlich von Spyrock im Mendocino County in den Eel River.
Das Einzugsgebiet des North Eel River ist sehr gering besiedelt. Das Gelände umfasst bewaldete Gebiete, Eichenwälder und Eichensavannen sowie offenes Weideland.
Etwa 41 % des Einzugsgebietes liegen innerhalb des Six Rivers National Forest.
Am 19. Januar 1981 wurden insgesamt 640 km im Flusssystem des Eel River als National Wild and Scenic River ausgezeichnet. Der Flussabschnitt des North Fork Eel River von seiner Mündung bis zur Old Gilman Ranch wurde dabei unter Schutz gestellt.
Auf den unteren 8 Kilometern unterhalb Split Rock findet man den Königslachs (chinook) im North Fork Eel River. Steelhead-Forellen sind im Flusslauf häufig anzutreffen.